# Bàu Trâm
Bàu Trâm is een xã van Long Khánh, een thị xã in de provincie Đồng Nai.